# Sisis plesius
Sisis plesius är en spindelart som först beskrevs av Chamberlin 1948.  Sisis plesius ingår i släktet Sisis och familjen täckvävarspindlar. Inga underarter finns listade i Catalogue of Life.